# Dick Fosbury

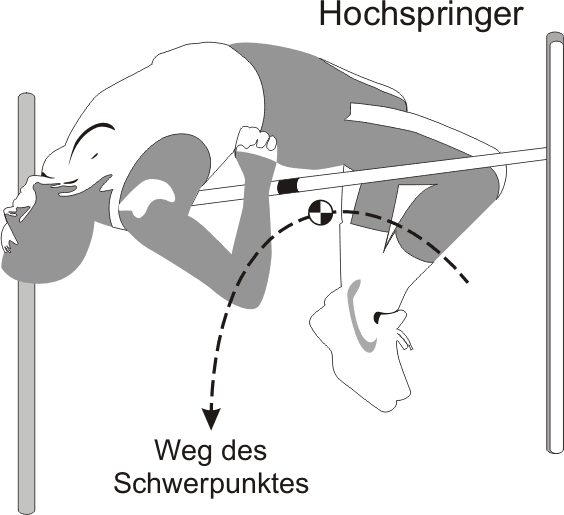
Fosbury-Flop und Bewegung des Schwerpunktes beim Sprung (übertriebene Darstellung)

Richard Douglas „Dick“ Fosbury (* 6. März 1947 in Portland, Oregon; † 12. März 2023 in Salt Lake City, Utah) war ein US-amerikanischer Leichtathlet. Er revolutionierte den Hochsprung durch den nach ihm benannten Fosbury-Flop, bei dem der Springer die Latte rückwärts überquert.
Mit seiner neuen Technik gewann er zunächst die amerikanische Olympiaausscheidung und am 20. Oktober 1968 die Goldmedaille bei den Olympischen Spielen 1968 in Mexiko-Stadt mit einer übersprungenen Höhe von 2,24 Meter. Obwohl seine Technik anfangs skeptisch beurteilt wurde, setzte sie sich in relativ kurzer Zeit durch und ist heute in abgewandelter Form die Standardtechnik des Hochsprungs.
Als Student der Oregon State University wurde er 1968 sowie 1969 NCAA-Meister im Freien und 1968 in der Halle. Nach der Saison 1969 trat er vom Leistungssport zurück.
Nach dem Ende seiner sportlichen Karriere studierte Fosbury Bauingenieurwesen, trat in ein Bau- und Vermessungsunternehmen in Ketchum im US-Bundesstaat Idaho ein und wurde später dessen Miteigentümer.
2008 wurde bekannt, dass Fosbury an einer Krebserkrankung litt, die aber nach einer Operation und Chemotherapie 2009 als überstanden galt. Seit 2019 war er in der Lokalpolitik im Blaine County aktiv. 
Dick Fosbury starb am 12. März 2023 im Alter von 76 Jahren an den Folgen von Lymphdrüsenkrebs.